# Corante triarilmetano
Corantes triarilmetano são compostos orgânicos sintéticos contendo estruturas moleculares trifenilmetano. Como corantes, estes compostos são intensamente coloridos, e por isso são produzidos industrialmente.

## Famílias
Corantes triarilmetano podem ser agrupados em famílias de acordo com a natureza dos substituintes nos grupos arilo. Em alguns casos, os ânions associados com os corantes catiônicos (como o violeta cristal) varia mesmo que o nome do corante não. Muitas vezes, é apresentado como cloreto.

### Corantes violeta de metila
Corantes violeta de metilo tem grupos dimetilamino nas posições p (para) de dois grupos arilo.

Corantes violeta de metila
Violeta de metila 2B
Violeta de metila 6B
Violeta de metila 10B

### Corantes fucsina
Corantes fucsina tem grupos funcionais aminas primárias ou secundárias (NH2 ou NHMe) nas posições p de cada grupo arilo.

Corantes fucsina
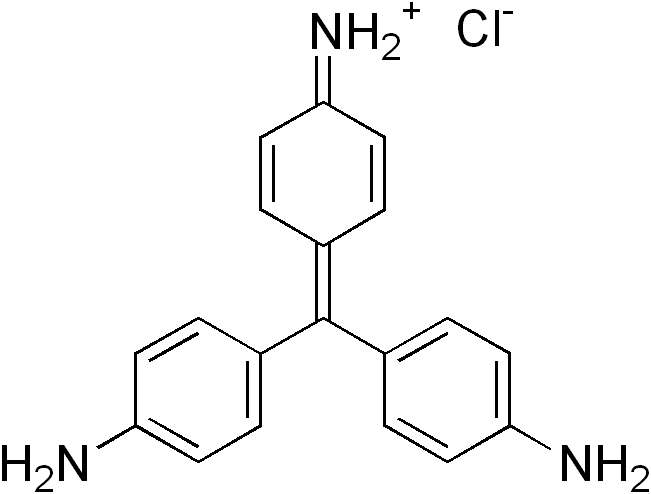
Pararosanilina
Fucsina (sal cloridrato)
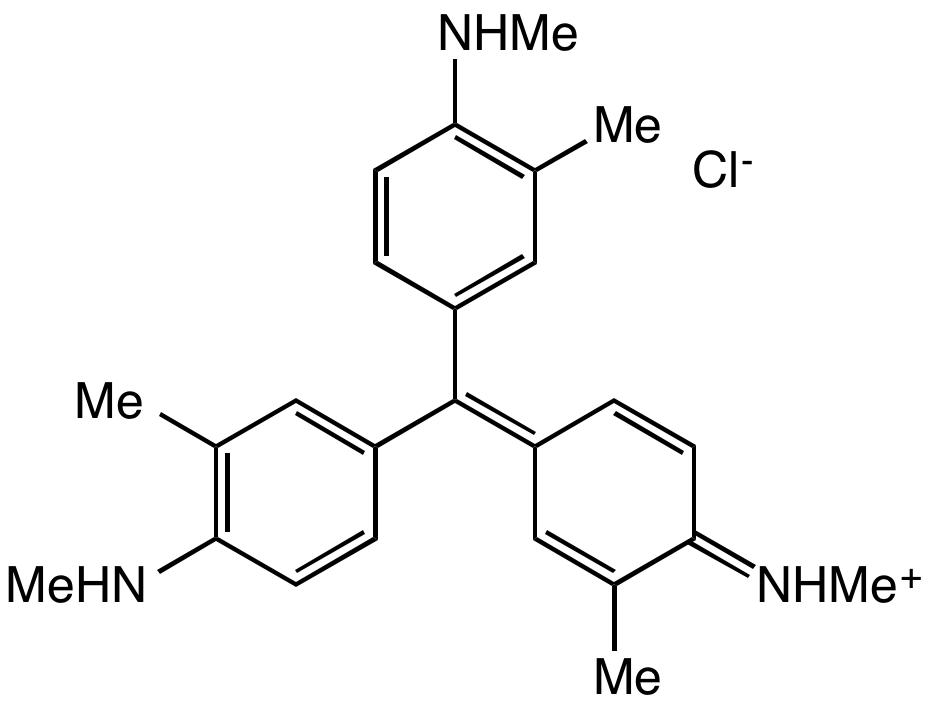
Nova fucsina (cátion)
Fucsina ácida

### Corantes fenol
Corantes fenol têm grupos hidroxilo nas posições  p  de, pelo menos, dois grupos arilo.

Corantes fenol
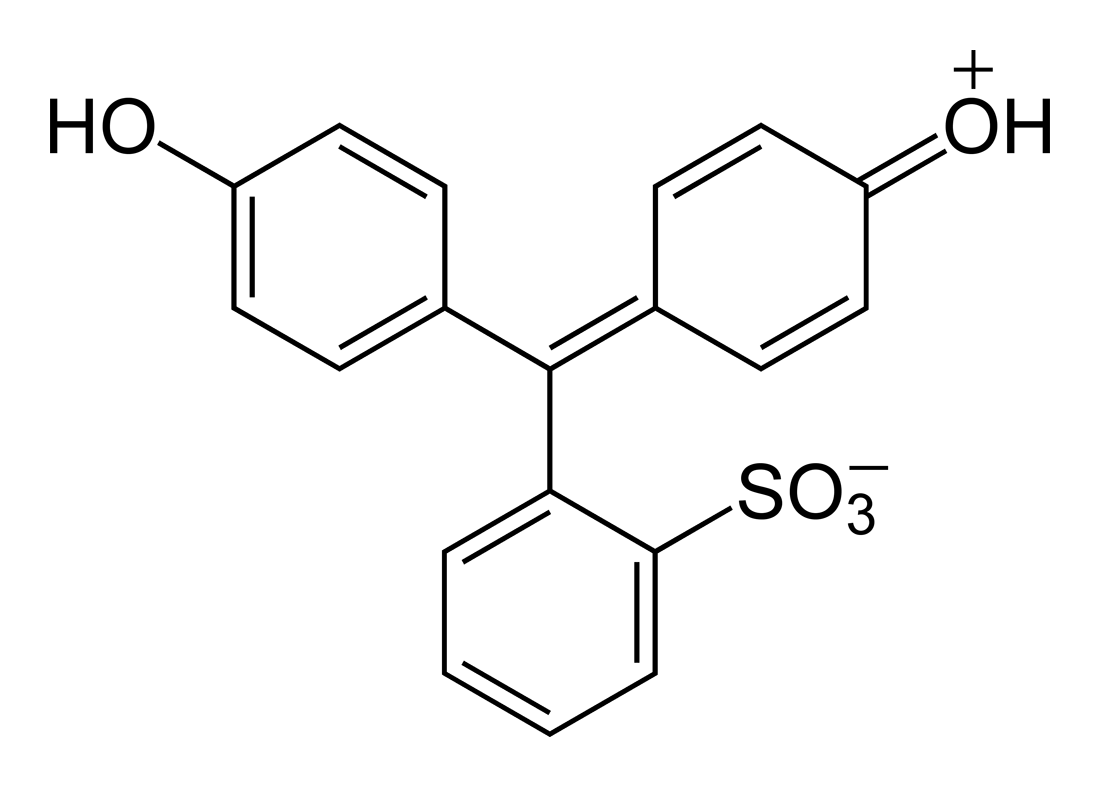
Vermelho de fenol
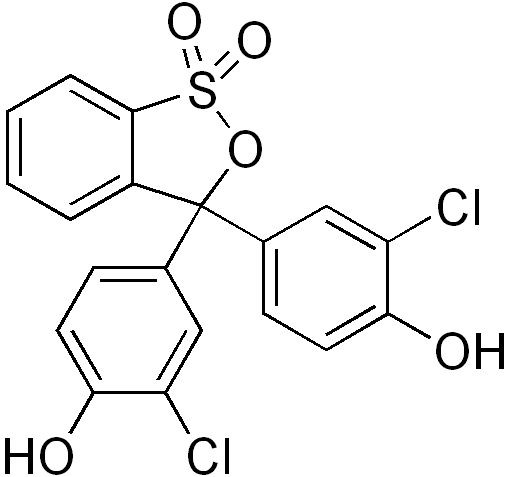
Vermelho de clorofenol
Vermelho de cresol